# SU-8 (Fotolack)

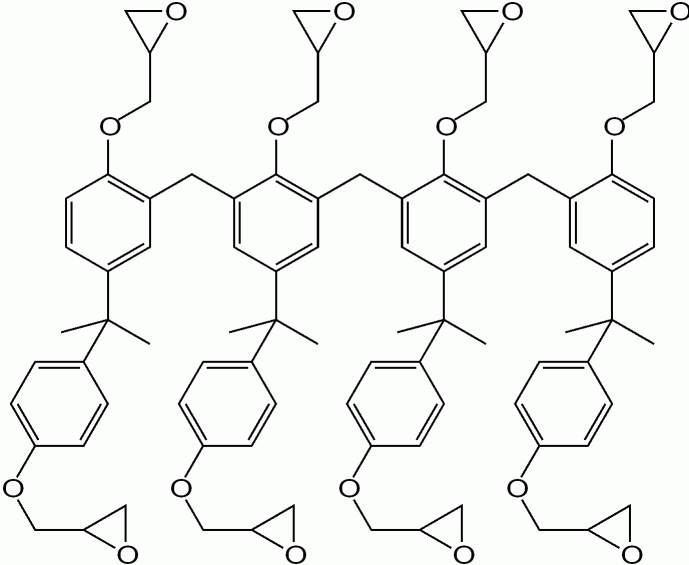
Struktur

SU-8 ist ein Fotolack der Firma Microchem Corp. und gehört zu der Gruppe der Negativ-Fotolacke. Wie die meisten Fotolacke besteht SU-8 aus den drei Bestandteilen Grundharz, Lösungsmittel und fotoempfindlicher Komponente. Zum Einsatz kommt SU-8 meist in der Mikrosystemtechnik bei Ultraviolett-LIGA-Verfahren.
Das Grundharz ist in diesem Fall EPON-Resin, ein Epoxidharz der Firma Shell Chemical, das insgesamt acht Epoxygruppen im Molekül aufweist. EPON besteht aus einem Glycidylether Abkömmling von Bisphenol A. Je nach Ausführung des Lackes kann dieses Grundharz in unterschiedlichen Lösungsmitteln gelöst werden. In der Standardausführung dient γ-Butyrolacton (GBL) als Lösungsmittel, die modernere Ausführung SU-8 2000 enthält dagegen Cyclopentanon. Die fotoempfindliche Komponente von SU-8 wirkt, im Gegensatz zu anderen (Positiv-)Fotolacken, nur indirekt auf die Löslichkeit des Resists. Als photoempfindliche Komponente wird dem Lack ein Fotoinitiators (auch englisch Photo Acid Generator oder PAG genannt) hinzugefügt. Es handelt sich dabei um ein Triarylsulfoniumhexafluorantimonat zu ca. 10 Gew.%. Triarylsulfoniumhexafluoroantimonat ist eine Lewis-Säure, die unter Einwirkung von UV-Licht eine Kettenreaktion im Photolack in Gang setzt. In der Folge dieser Kettenreaktion werden Wasserstoffionen vom EPON-Molekül abgetrennt und über die freiwerdenden Bindungsstellen kommt es zu einer Quervernetzung der Lackmoleküle, dem sogenannten Curing.
SU-8 ist in verschiedenen Viskositäten verfügbar, welche durch den Anteil des Lösungsmittels im Resist gesteuert werden. Die Viskosität legt auch den Bereich der Schichtdicke fest, der mit dem Resist erreicht werden soll. Dabei dient die Schichtdicke in µm, die bei einer Drehzahl von 3000 min−1 erreicht wird, als Bezeichnung für die jeweilige Ausführung des Lackes. Gängige Viskositäten sind beispielsweise SU-8 2, SU-8 10 oder SU-8 100.
Mittels eines Backvorgangs auf einer Heizplatte oder in einem geeigneten Ofen, dem sogenannten Soft- oder Prebake, wird bei einer typischen Temperatur von 95 °C der größte Teil des Lösungsmittels verdampft, wodurch sich der vorher flüssige Resist nach dem Abkühlen verfestigt. Ein Erwärmen des Lackes über die Glasübergangstemperatur von 55 °C führt zu einer Wiederverflüssigung der Schicht. Durch die Belichtung wird das Fotoinitiatorsalz in eine Säure umgewandelt. Während des anschließenden, sogenannten Post Exposure Bake (PEB) induziert die Säure eine Polymerisation, durch die sie regeneriert wird. Ein einzelnes Photon kann somit eine Reihe von Polymerisationen auslösen, was eine hohe Fotoempfindlichkeit des Lackes bedingt.